# Alfredo Casati
Alfredo Casati (Gallarate, 1918 – Sanremo, 1º gennaio 1980) è stato un dirigente sportivo italiano.

## Carriera

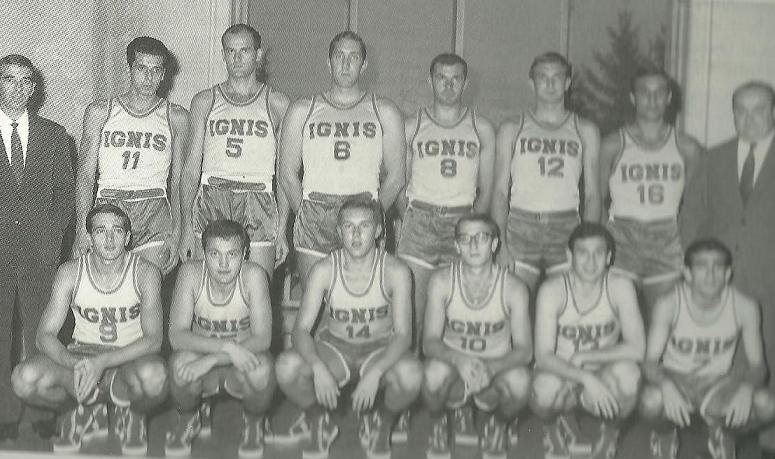
La formazione della Pallacanestro Varese 1962-63. Casati è l'ultimo in piedi sulla destra

Inizia l'attività dirigenziale negli anni Cinquanta, con la squadra di pallacanestro della Simmenthal Milano. Nel 1962 passa alla Ignis Varese, presieduta da Giovanni Borghi, come general manager: resterà legato alle attività sportive del cumenda per tutti gli anni Sessanta. Nel 1963 e nel 1966 sarà anche direttore sportivo della squadra ciclistica sponsorizzata sempre dalla Ignis, prima di passare definitivamente al calcio, nel 1966, sempre come direttore generale del Varese, anch'esso presieduto da Borghi.
Con Borghi e l'allenatore Bruno Arcari è tra gli artefici della formazione che nel campionato di Serie A 1967-1968 raggiunge il settimo posto finale, battendo in casa Juventus e Milan; si segnala inoltre come talent scout portando in Lombardia Pietro Anastasi (prelevato dalla Massiminiana di Catania) e in seguito Pietro Carmignani.
Lasciata Varese poco prima dell'inizio della stagione 1968-1969, a partire dal dicembre 1969 riveste l'incarico di general manager del Piacenza, militante in Serie B, insieme all'allenatore Arcari che sostituisce dell'esonerato Enrico Radio. Rimane a Piacenza anche nella stagione successiva, in Serie C, portando in biancorosso numerosi giovani giocatori; duramente criticato dalla piazza per la sua gestione, rassegna le dimissioni nel gennaio 1971 a causa di contrasti con il presidente Romagnoli, poco prima dell'esonero di Arcari. Dopo una parentesi come dirigente nel Mantova, collabora con Italo Allodi nei ranghi della Federcalcio; in tale veste fa parte dello staff della Nazionale italiana di calcio nei Mondiali 1974.